# Болгары в Крыму
Крымские болгары (болг. Кримски българи) ныне представляют собой весьма малочисленную (1,8 тыс. чел. по переписи 2014 года) группу потомков болгарских переселенцев из Османской империи. Как и многие бессарабские болгары, крымские прибывали в Российскую империю напрямую из Османской империи, часто на кораблях. Царское правительство оказывало болгарам весьма щедрую материальную господдержку и выдавало землю, которую освобождали крымские татары, переселявшиеся в Османскую империю. В 1944 году свыше 12 тыс. крымских болгар подверглись депортации в Среднюю Азию и Кемеровскую область, вместе с 13-ю другими крымскими народами; позднее реабилитированы.

## История болгар в Крыму

### Болгары-селяне
Первые болгары появились в Крыму довольно рано. Летом 1802 г. на полуострове появились 63 семьи первых болгарских переселенцев, которые создали Старокрымскую колонию болга, преимущественно выходцами из Румелии. В 1803 г. 28 дворов появилось в с. Кишлав, выходцами из Малко-Тырнова, Граматиково, Стоилово, Мурзоево и Гатикова. Затем последовали вторая и третья волны переселения болгар в Крым. По данным описи 1865 года в Крыму проживало 3,2 тыс. болгар, из них почти 3 тыс. в Феодосийском уезде. В 1828 болгары-переселенцы скупили земли Кишлавской котловины за четыре тысячи рублей. Со временем колония разрослась и из неё выделился целый ряд дочерних поселений (Чая, Марфовка, Кабурчак, Калпак). Население увеличилось настолько, что здесь появилась Кишлавская волость. Согласно «Статистическому справочнику Таврической губернии» (1915 г.), Кишлавская волость появилась на карте Феодосийского уезда. Она включала селение Кишлав, а также деревни Калпак и Османчик. Болгары долгое время отмечали национальные праздники: 21 мая — День Константина и Елены, 1 марта — «Баба Марта» и «Сурва» — Новый год. За Карасубазаром выросло крупнейшее болгарское село Крыма — Кишлав, до сих пор сохраняющее болгарский колорит в архитектуре. Основным районом проживания болгар был Феодосийский уезд.

### Болгары-горожане
В г. Старый Крым появился и квартал болгарских горожан, заняв свою нишу в жизни этого древнего города. Западнее 2-й Болгарской улицы (13 апреля 1944 г.) находилась Старокрымская болгарская колония (Болгарщина) с живописными, типичными для болгар, домами, церковью, школой и пятью постоянно изливающимися фонтанами для водоснабжения. Рядом с церковью находилась площадь для ярмарок. Кладбище размещалось на некотором удалении к северо-востоку от колонии. Дома двух-трёхкомнатные, сложены из калыба и покрыты черепицей — «татаркой». Вход в дом через открытую террасу. Справа от террасы устроен вход в подвал для хранения продуктов. К дому примыкал сарай и хлев для скота.

## Русско-турецкие войны
Известны случаи участия крымских болгар в качестве добровольцев в войне с Турцией, за освобождение Болгарии.

## Межвоенный период
Во время гражданской войны болгары старались соблюдать нейтралитет. По переписи 1939 года численность болгар в Крыму достигла своего пика: 15,3 тыс. чел.

## Депортация
Согласно Постановлению ГКО № 5984сс от 2 июня 1944 года, 27 июня крымские болгары, вместе с рядом других крымских народностей, были депортированы в Пермскую область и Поволжье и Казахстан. Количество депортированных болгар составило 12 тыс. человек.

## Реабилитация
В соответствии с указом президента Российской Федерации от 21.04.2014 г. № 268 "О мерах по реабилитации армянского, болгарского, греческого, крымскотатарского и немецкого народов и государственной поддержке их возрождения и развития".